# تحيز العزو العدائي

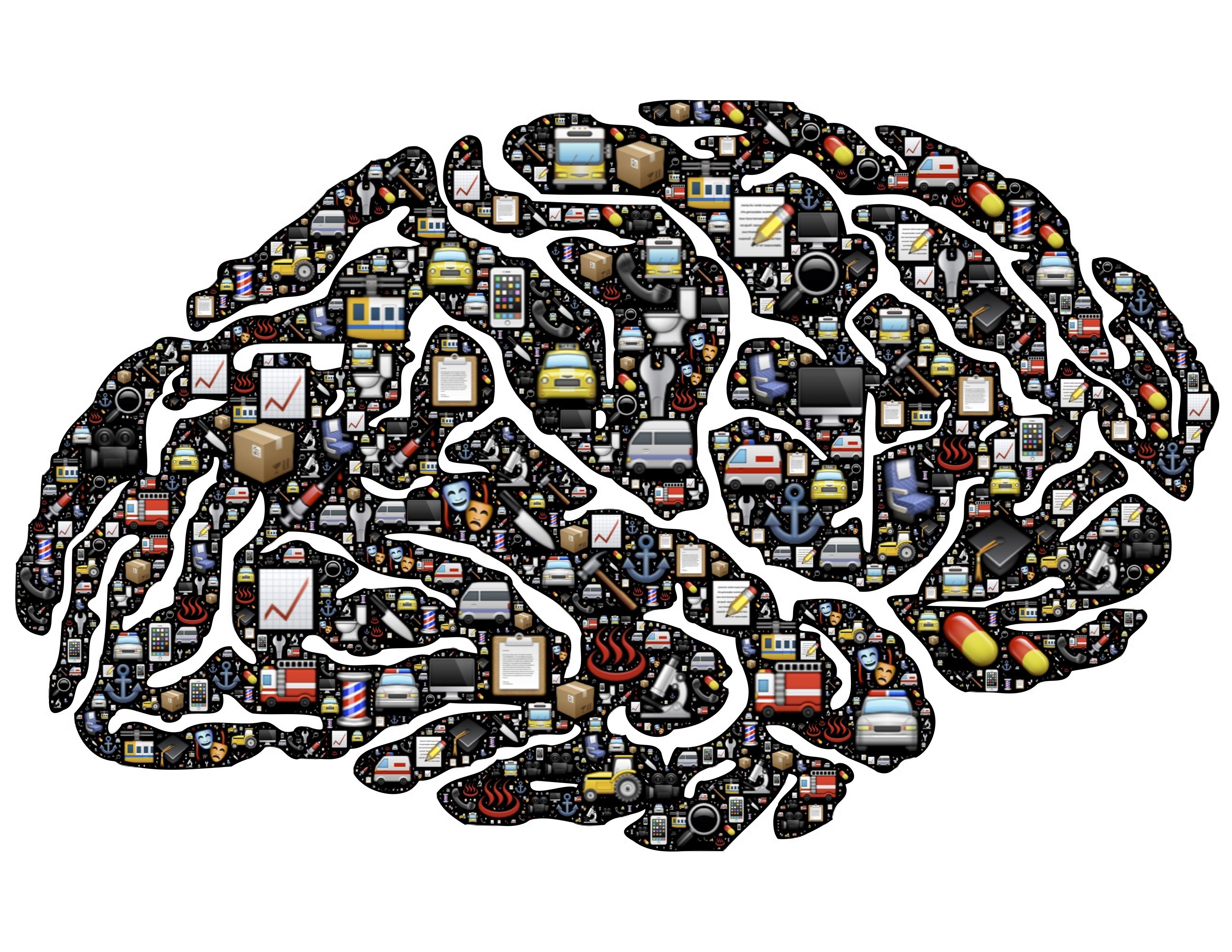

انحياز العزو العدائي أو العزو العدائيّ للنية أو تحيز عزو العداء، هو الميل إلى تفسير سلوكيات الآخرين على أنها امتلاك لنيّة عدائية، حتّى عندما يكون السلوك مجهول النية أو سليم. على سبيل المثال، عندما يرى الشخص الذي يظهر مستويات عالية من تحيز العزو العدائيّ شخصين يضحكان، سيقوم بتفسير هذا السلوك بأنهما يضحكان عليه، على الرغم من أن السلوك كان مجهول النية بالنسبة له وربما سليماً.
نسبي وهايدن ودي باولو هم أول من صاغ مصطلح «تحيز العزو العدائيّ»، حيث لاحظوا –إلى جانب العديد من الرواد الرئيسيين الآخرين في المجال البحثي (مثل كينيث إي. دودج)- أنه هناك مجموعة فرعية من الأطفال تميل في كثير من الأحيان إلى الانحياز للعزو العدائيّ في المواقف الاجتماعية مجهولة النية أكثر من بقية الأطفال. منذ ذلك الحين، تم إدراك تحيز العزو العدائيّ على أنه انحياز معالجة المعلومات الاجتماعية (على غرار انحيازات العزو الأخرى)، بما في ذلك الطريقة التي يستعملها الأفراد للإدراك والتفسير واختيار الاستجابة الملائمة للمواقف. في حين أن تحيز العزو العدائيّ من حين إلى آخر هو أمر معياري (خاصةً بالنسبة للأطفال الأصغر سناً)، فقد وجد الباحثون أن الأفراد الذين يظهرون مستويات عالية ومتسقة من تحيز العزو العدائيّ أثناء تطورهم، أكثر عرضة للانخراط في السلوك العدوانيّ (على سبيل المثال، الضرب/القتال، رد فعل عنيف، عدوان لفظي أو علاقاتيّ) تجاه الآخرين.
بالإضافة إلى ذلك، يفترض أن تحيز العزو العدائيّ هو أحد المسارات المهمة عبر عوامل الخطر الأخرى، مثل رفض الأنداد أو سلوك الأبوة والأمومة القاسي، وصولاً للعدائية. على سبيل المثال، يعتبر الأطفال المعرضون لتنمر الأقران في المدرسة أو المعرضون للإساءة في المنزل، أكثر عرضة لتطوير مستويات عالية من تحيز العزو العدائي، مما يؤدي إلى تصرفهم بشكل عنيف في المدرسة أو المنزل. وبالتالي –بالإضافة إلى التفسير الجزئي لطريقة تطور العدائية-، فإن تحيز العزو العدائيّ يمثل أيضاً هدفاً للتدخل في السلوكيات العدوانية ومنعها.

## التاريخ
ظهر مصطلح «تحيز العزو العدائيّ» لأول مرة في عام 1980، عندما بدأ الباحثون ملاحظة أن بعض الأطفال –خاصة الأطفال العدائيين أو المتعرضين للرفض- يميلون إلى تفسير المواقف الاجتماعية بشكل مختلف عن الأطفال الآخرين. على سبيل المثال، قدّم نسبي وزملاؤه صوراً لبعض الأشخاص إلى مجموعة من الأولاد المراهقين العدائيين (تتراوح أعمارهم بين 10 و16 عاماً) ولاحظوا أن مجموعة فرعية من هؤلاء المراهقين أبدت ميلاً ثابتاً للعزو العدائي للنوايا، حتّى عندما كانت الإشارات مجهولة النية أو سليمة.
وبالمثل، أجرى كينيث إي. دودج وزملاؤه دراسة على عينة من الأطفال في سن المدرسة (بين الصف الثالث والخامس)، ووجدوا أن الأطفال الذين تعرضوا للرفض من قبل أقرانهم كانوا أكثر عرضة من غيرهم من الأطفال لإظهار العزو العدائي للنية في المواقف الاجتماعية مجهولة النية (مثلاً، عندما يكون السلوك عرضي أو عالمي). علاوةً على ذلك، وجد دودج وزملاؤه أن الأطفال الذين يظهرون تحيز كبير للعزو العدائي استمروا في إظهار سلوكيات أكثر عدائية في وقت لاحق.
كانت الدراسات المبكرة التي تبحث في الروابط بين تحيز العزو العدائيّ والعدائية متضاربة نوعاً ما، بسبب وجود بعض الدراسات التي أبلغت عن عدم وجود آثار كبيرة  أو وجود تأثيرات صغيرة فقط ، بنفس الوقت الذي أظهرت فيه دراسات أخرى وجود تأثيرات كبيرة. منذ ذلك الحين، وثقّت أكثر من 100 دراسة وتحليل تلوي وجود علاقة قوية بين تحيز العزو العدائي والسلوك العدائي في عينات مختلفة متفاوتة في العمر والجنس والعرق والبلدان والمرضى السريريين.

## الصياغة النظرية
عادةً ما يتم تصور تحيز العزو العدائيّ ضمن إطار معالجة المعلومات الاجتماعية، حيث تتم معالجة المعلومات الاجتماعية (على سبيل المثال، أثناء التفاعل) في سلسلة من الخطوات التي تؤدي إلى رد فعل سلوكي. تتطلب معالجة المعلومات الاجتماعية الدقيقة أن يقوم الشخص بتنفيذ ست خطوات معينة بالترتيب التالي:
- الخطوة الأولى: تشفير المعلومات بدقة في الدماغ وتخزينها في الذاكرة قصيرة الأجل. خلال هذه الخطوة، سوف ينتبه الفرد إلى محفزات/إشارات محددة في بيئته، بما في ذلك العوامل الخارجية (على سبيل المثال، شخص يصطدم بك، وردود فعل الآخرين تجاه الموقف). والعوامل الداخلية (على سبيل المثال، رد فعلك العاطفي تجاه الموقف).
- الخطوة الثانية: التفسير الدقيق أو إعطاء معنى للمعلومات المشفرة. خلال هذه الخطوة قد يقرر الفرد ما إذا كان من المفترض أن يكون السلوك عدائياً أو سليماً.
- الخطوة الثالثة: تحديد هدف للتفاعل.
- الخطوة الرابعة: توليد استجابات محتملة.
- الخطوة الخامسة: تقييم الاستجابات المحتملة وتحديد الاستجابة الأمثل.
- الخطوة السادسة: تحديد الاستجابة المختارة.

ينظر إلى تحيز العزو العدائي على أنه ناتج عن الانحرافات في أي خطوة من الخطوات السابقة ، بما في ذلك الانتباه إلى المعلومات المنحازة وترميزها (على سبيل المثال، الانتباه فقط إلى الإشارات التي تشير إلى العدائية)، والتحيزات تجاه التفسيرات السلبية للتفاعلات الاجتماعية (على سبيل المثال، من المحتمل أكثر أن يتم تفسير الموقف على أنه عدائيّ)، والقدرة المحدودة على توليد مجموعة واسعة من الاستجابات المحتملة، وصعوبة تقييم الردود بشكل مناسب واختيار الاستجابة المثالية. علاوةً على ذلك، فإن التحيز في أي خطوة من الخطوات السابقة سيؤثر على بقية الخطوات.
ارتبط تحيز العزو العدائيّ بشكل خاص بالخطوة الثانية من معالجة المعلومات الاجتماعية أي (تفسير المعلومات)، ولكنه مرتبط بالانحرافات في الخطوات الأخرى أيضاً، بما في ذلك التصور/ الترميز غير الدقيق للأوضاع والمشاكل الاجتماعية مع توليد مجموعة عامة من الاستجابات السلوكية المحتملة. على سبيل المثال، قد يولّد الطفل الذي يظهر مستويات عالية من تحيز العزو العدائيّ استجابات محتملة أقل مقارنة بالأطفال الآخرين، وقد تقتصر هذه الاستجابات على استجابات عدائية أو غير ملائمة لموقف ما.
وضع دودج نظرية أن تحيز العزو العدائي ينشأ من الاستنتاجات المعادية للفرد تجاه العالم والتي تتشكل من خلال التفاعل بين النزعات العصبية للطفل وتعرضه المبكر لتجارب التنشئة الاجتماعية العدائية. قد تتضمن هذه التجارب العلاقة المشتتة مع الأهل وإساءة معاملة الطفل والتعرض للعنف الأسري والرفض من قبل الأقران والإيذاء أو العنف المجتمعي.

## القياس
في إعدادات البحث، عادةً ما يتم قياس تحيز العزو العدائي بواسطة عملية مخبريّة، حيث يتم اختبار المشاركين بتفاعل مسرحيّ (فاعلون مباشرون) أو تفاعل عن طريق الفيديو أو الصورة أو الصوت أو العروض التقديمية المكتوبة للأوضاع الاجتماعية مجهولة النية. على سبيل المثال، قد يكون الموقف الاجتماعي مجهول النية عبارة عن شريط فيديو لطفل يفتح الباب، مما يتسبب في لمس الباب لبرج ألعاب بناه طفل آخر وهدمه. بعد تقديم «التحفيز»، سيطلب من المشاركين تقديم وصف لنية الممثل أي الطفل (هل هي عدائية أم سليمة؟). (على سبيل المثال، هل تعتقد أن الطفلة التي فتحت الباب كانت تحاول أن تكون لئيمة أم لطيفة، أم أن الفتاة كانت من الممكن أن تكون لئيمة أو لطيفة؟)
تدار تجارب متعددة مع سيناريوهات مجهولة النية مختلفة، وبعد ذلك يستخدم الباحثون هذه الصفات لتحديد مستوى تحيز العزو العدائي للطفل. يعد الاختيار الدقيق للمنبهات/محفزات ومقارنتها مع الحد الوسطي مفيد في التقييم الدقيق لمستوى تحيز العزو العدائي للفرد. وجد التحليل التلوي الذي يبحث في العلاقة بين تحيز العزو العدائي والسلوك العدائي أن أكبر أحجام التأثير كانت مرتبطة بالتدرج الفعلي للتفاعلات الاجتماعية المسرحية، يليها العرض الصوتي للمحفزات، ومن ثم عرض الفيديو والصور.

## التأثيرات

### العدائية
وثقت الأدبيات العلمية الأساسية الارتباط القوي بين تحيز العزو العدائي والعدائية في الشباب. يرتبط تحيز العزو العدائي تقليدياً بالعدائية الجسدية العلنية (كالضرب والقتال)، بحيث تتنبأ المستويات الأعلى من تحيز العزو العدائي بسلوك أكثر عدائية. على وجه الخصوص، تشير الكثير من الأدلة إلى أن تحيز العزو العدائيّ مرتبط بشكل خاص بـ«العدوان الاستجابي/المتعلق برد الفعل» (أي المتهور و«عدوان الدم الحار» الذي يعكس رد الفعل الغاضب تجاه الاستفزاز المتصور) بدلاً من «العدوان الاستباقي» (أي العدوان المخطط له غير المسبوق باستفزاز أو «عدوان الدم البارد»).
إلى جانب العدائية الجسدية، يرتبط تحيز العزو العدائي بتعزيز العدائية العلاقاتية (على سبيل المثال، القيل والقال، ونشر الشائعات، والاستبعاد الاجتماعي). هذا هو الحال بشكل خاص عندما يتحيز الشباب للنوايا العدائية في المواقف الاجتماعية مجهولة النية (على سبيل المثال، عدم تلقي دعوة لحضور حفلة، أو عدم تلقي رد على رسالة نصية معينة).

### النتائج السلبية عند البالغين
كما تم توثيق تحيز العزو العدائيّ عند البالغين، حيث أن البالغين الذين يظهرون مستويات عالية من تحيز العزو العدائيّ أكثر عرضة للوفاة بأربع مرات بعد بلوغهم سن الخمسين مقارنة بالبالغين الذين لا يظهرون مستويات عالية من تحيز العزو العدائي. يرتبط تحيز العزو العدائي بشكل خاص بالمشاكل العلاقاتية في مرحلة البلوغ، بما في ذلك الصراع/ العنف الزوجي وعدم الرضا عن الزواج/ العلاقة. أخيراً، إن الآباء الذين يظهرون مستويات عالية من التحيز للعزو العدائيّ أكثر عرضةً لاستخدام أساليب التربية الصارمة والعدائية ، مما قد يسهم بشكل أكبر في استمرارية تحيز العزو الاجتماعي والعدائية في الأجيال القادمة عبر الزمن.

### النتائج السريرية للتدخل العلاجي
تم اختبار تحيّز العزو العدائيّ كهدف طيع للتدخلات العلاجية في السلوكيات العدائية عند الشباب، بما في ذلك إعادة البناء الإدراكي المصمم لزيادة التحديد الدقيق لنوايا الآخرين والعزو لسلامة النوايا. تم توثيق النجاح النسبي لهذه التدخلات العلاجية في تغيير مستويات تحيز العزو العدائيّ، على الرغم من أن التغييرات الدائمة الفعلية في السلوك العدائي كانت متواضعة.